# Осада Никеи (727)
Осада Никеи — неудачная попытка Омейядского халифата захватить византийский город Никею, столицу фемы Опсикий.
В связи с неспособностью захватить столицу Византийской империи Константинополь в 717—718 годах, арабы провели ряд рейдов в византийскую Малую Азию. В 727 году арабская армия во главе с одним из сыновей халифа проникла вглубь Малой Азии, захватила две византийские крепости и в конце июля подошла к Никее. Несмотря на постоянные атаки в течение 40 дней, город успешно держался и арабы сняли осаду и вернулись обратно. Успешный исход дела был важным стимулом для византийского императора Льва III Исавра, который недавно начал иконоборческую кампанию. Государь утверждал, что поражение арабов является свидетельством божественного благоволения к его политике. Осада Никеи была апогеем омейядских набегов, поскольку новые угрозы и поражения на их обширных границах оттянули большие силы с малоазиатского направления, в то время как византийская власть постепенно восстанавливалась.

## Предыстория
После провала длившейся в течение года осады омейядскими войсками византийской столицы Константинополя в 717—718 годах, последовал непродолжительный период мира. В это время Омейяды сумели восстановиться, подавить восстание Язида ибн аль-Мухаллаба и совершить переоценку своих приоритетов. Когда война на арабо-византийской границе возобновилась в 720 году, халифат решил воздержаться от прямого завоевания. Мусульманские рейды через Таврские горы в византийскую Малую Азию происходили регулярно каждую весну и лето, иногда сопровождаемые военно-морскими набегами и последующими зимними экспедициями. Набеги опустошили большие территории Малой Азии, в результате чего было уничтожено несколько крепостей. Однако арабы не пытались удержать за собой захваченные укрепления на западной стороне Таврских гор. Византийская реакция на нападения арабов в эти годы была пассивной, поскольку империя берегла свои силы перед значительно превосходящими ресурсами халифата. Византийцы не создавали препятствий и не противостояли набегам арабских армий, а скорее отступали на хорошо укрепленные позиции, разбросанные по всей Малой Азии.
После восхождения на трон халифа Хишама ибн Абдул-Малика, масштабность и амбициозность мусульманских набегов возросла. Одним из самых выдающихся омейядских лидеров в этих кампаниях был сын Хишама Муавия, который возглавлял экспедиции в 725 и 726 году, в первой из которых углубился далеко на запад и дошел до Дорилея.

## Вторжение 727 года и осада
Летом 727 года произошло ещё одно масштабное вторжение во главе с Муавией, а полководец Абдалла аль-Баттал возглавлял авангард арабской армии. Византийский историк Феофан Исповедник утверждает, что один только лишь арабский авангард насчитывал 15 тысяч воинов, а общая численность войска достигала 100 тысяч, однако понятно, что это является явным преувеличением. Феофан также упоминает некоего Амра как второго по старшинству военачальника после Муавии, но арабские источники однозначны в этом отношении. Арабская армия двинулась на запад, в северо-западную Малую Азию. Авангард под руководством аль-Баттала напал и разграбил город Гангры в Пафлагонии и место, которое упоминается в арабских источниках как Табия. Возможно, имелся в виду форт Атей во Фригии. Гангры были стерты с лица земли, но во время нападения на Табию арабы, особенно антиохийский контингент, как говорят, понесли тяжелые потери.
Оттуда арабы повернули на запад к Никее, главному городу Вифинии и столице могущественной Опсикийской фемы. Арабы подошли к городу в конце июля с авангардом аль-Баттала, предшествующим основной армии. Византийцы, вероятно, под командованием комита Опсикия Артавазда, не встретились с ними в сражении на открытой местности, а вместо этого отступили за городские стены. Арабы нападали на город в течение сорока дней, используя осадные орудия, которые разрушили часть стены, но в конечном итоге они оказались не в состоянии его захватить. В конце августа они сняли осаду и ушли, взяв с собой много пленных и большую добычу. Византийский историк XII века Михаил Сириец утверждает, что жители города оставили город и сбежали на кораблях через Асканийское озеро, после чего арабы разрушили Никею, но это явная ошибка.

## Последствия
Противостояние арабскому нападению на Никею был важным успехом для византийцев. Император Лев III Исавр расценил победу как признак божественной милости к его недавно начатой политике иконоборчества и продолжил её дальше. Это, вероятно, связано с инцидентом, упомянутом в рассказе Феофана, где некий Константин, который служил стратором у Артавазда, бросил камень на икону Богородицы, а затем растоптал её. Он был убит катапультой на следующий день, что Феофан посчитал доказательством божественного возмездия. Тем не менее, этот отрывок показывает явные признаки фальсификации известного противника иконоборчества Феофана и, вероятно, изначально являлся проиконоборческой историей.
В военном отношении осада Никеи была своеобразной кульминацией всех арабских набегов после 718 года: никогда больше не омейядская армии не проникала так глубоко в Малую Азию. Вскоре арабы увязли в жестких и бесплодных войнах против хазар на Кавказе. Хазары нанесли тяжелое поражение мусульманам в 730 году и вскоре после этого византийско-хазарский союз был скреплен браком сына и наследника Льва III Константина V с хазарской принцессы Ириной. В течение следующих нескольких лет, в то время как византийская сила возрождалась, ситуация на всех фронтах халифата ухудшилась. В 730-х годах арабские набеги в основном ограничивались приграничной зоной и их успехи стали меньше. К 740 году, когда Омейяды собрали самую большую армию после 718 года, византийцы окрепли достаточно, чтобы нанести тяжелое поражение арабам в битве при Акроиноне.

## Комментарии
1. ↑  Некоторые авторы, в частности, Юлий Велхаузен, датируют эту экспедицию 726 годом, но датирование 727 годом подтверждается ссылкой на Феофана Исповедника, что это произошло «в десятом индикте»[8].